# Chironomus viridellus
Chironomus viridellus är en tvåvingeart som beskrevs av Jean-Jacques Kieffer 1918. Chironomus viridellus ingår i släktet Chironomus och familjen fjädermyggor.
Artens utbredningsområde är Polen. Inga underarter finns listade i Catalogue of Life.